# Алексеев, Михаил Алексеевич (актёр)
Михаил Алексеевич Алексеев (24 сентября 1917, Новые Тиньгеши, Ядринский уезд, Казанская губерния, Российская республика — 13 июля 1995, Чебоксары, Чувашская Республика, Российская Федерация) — советский актёр-кукольник, режиссёр, переводчик. Заслуженный артист РСФСР.
Один из основателей Чувашского государственного театра кукол.

## Биография
После окончания школы работал почтальоном. Окончил рабфак Чувашского педагогического института (1939). 
В 1940 году он окончил школу младших командиров, был командиром отделения, затем взвода. Участвовал в Великой Отечественной войне. 
Сценическую деятельность начал в качестве актёра бригады кукольников при Чувашской государственной филармонии (1944). Ученик советского театрального деятеля, основателя Чувашского государственного театра кукол С. М. Мерзлякова. С момента основания Чувашского театра кукол в 1945 году работал до 1987 года. Участвовал в первом спектакле «Виçĕ тус-тантăш» (Три подружки) по пьесе С. М. Мерзлякова (премьера 15 апреля 1945) в ролях Жучки и Волка, а затем Деда Нефёда.
Более 30 лет был руководителем и режиссёром-педагогом актёрской группы театра. Сыграл более 150 ролей в спектаклях. В 1950-60-е годах восстановил ряд постановок С. М. Мерзлякова.
Умер 13 июля 1995 года после тяжелой болезни.

## Награды
- юбилейный Орден Отечественной войны I степени (1985);
- Орден Славы III степени (1950);
- Медаль «За победу над Германией в Великой Отечественной войне 1941—1945 гг.» (1945);
- Заслуженный артист РСФСР (1970);
- Заслуженный наставник молодёжи Чувашской АССР (1986);
- медали.